# Joppa (Kentucky)
Joppa est une zone non incorporée située dans le comté d'Adair, dans le Kentucky.